# 미학

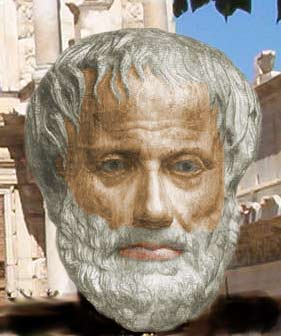

미학(美學)은 철학의 하위 분야로서 '아름다움'을 대상으로 삼아 아름다움의 본질을 연구하는 학문이다. 완성도가 높은 아름다움이 무엇인가를 분별하는 일이 주된 관심사가 된다. 예술철학과 비슷한 의미로 받아들여지고, '느림의 미학'이나 '쇼핑의 미학'이라는 말처럼 일상 생활에서는 '아름다움'이나 '예술론' 등과 혼용되기도 한다.
근대 미학을 체계화한 이마누엘 칸트는 '목적 없는 합목적성의 형식(form of finality without an end)'을 '미'라고 규정했다. 튤립 꽃봉오리는 그 형태의 완성도가 인간을 매혹시키는 것이지, 그것에 대한 식물학적 지식이 인간의 미감을 자극하는 것은 아니다. 인간이 무언가를 아름답다고 생각하는 것은 그것의 형식에 대해서이지 그것의 내용에 대해서가 아니다.
미와 숭고는 인간의 예술적 체험을 구성하는 중요한 두 가지 성질이다. 장미꽃이 미를 발생시키고 인간에게 미적 쾌감을 준다면 지진해일 같은 거대한 파도는 숭고의 대상이 된다. 지진해일은 인간의 구상력을 훌쩍 뛰어넘어 인간을 우선 좌절시키고 불쾌하게 만들지만 이어서 더욱 강하게 인간을 끌어당긴다. 구상력이란 무언가를 표현하는 표상의 능력이므로, 결국 숭고란 인간이 도저히 말로 표현할 수 없는 어떤 대상에 대한 감정이다.

## 미학의 어원
한국어에서 사용하는 단어 '미학'은 일본에서 유래한 말이다. 이는 18세기 유럽에서 바움가르텐이 만든 독일어 단어 'Ästhetica'를 번역한 것이다.

## 미학의 역사

### 서양 미학의 시초
서구 미학의 시초는 플라톤으로 본다. "나는 무엇을 바라는가?"라는 물음은 미학의 주요 문제이다.

### 오늘날의 미학
미학에 사회학을 접목한 '사회학적 미학', 분석철학을 적용한 '분석미학' 등 다양한 연구가 계속되고 있다.

## 미학의 주요 용어
- 감각적 인식: 인간의 감각이나 지각으로 이루어지는 인식을 말한다.
- 객관적 미학: 미적 대상 그 자체에 대하여 객관적인 입장으로 연구를 하는 학문이다.
- 주관적 미학: 미적 대상을 파악하는 주체의 미적 체험의 측면을 연구하는 학문이다.
- 자연미: 자연이나 현실 속의 비의도적이고 우발적이며 부정적인 대상으로부터 체험되는 인간의 미적 감동에 근원을 둔 미이다.
- 예술미: 인간의 창조적 활동에 의해 의도적으로 실현하려는 미로서 인간이 예술 의욕에 의해 미적으로 가치가 있는 것을 창조하려고 의도적으로 자연에서 주어진 재료를 가공 형성함으로써 성립되는 미이다.[14]
- 미메시스: 비생산적인 모방이 아니라 대상을 전유하고 극복하는 창조적 활동과 경험의 의미를 띤다.[15]

## 디자인의 조건
- 합목적성
- 독창성
- 심미성
  - 미의식: 시대성, 국제성, 민족성, 사회성, 개성 등이 좌우한다.
- 경제성
- 질서성

## 관련 서적
- Monroe Curtis Beardsley 저. 이성훈·안원현 역. 《미학사》. 이론과실천. 1987년. ISBN 9788931300048
- 김문환. 《미학의 이해》. 문예출판사. 1989년. ISBN 9788931000757
- 존 버거 저. 《이미지》. 동문선. 1990년. ISBN 9788980383122
- 제롬 스톨니쯔 저. 오병남 역. 《미학과 비평철학》. 이론과실천. 1991년. ISBN 9788931301052
- 마르시아 뮐더 이턴 저. 유호전 역. 《미학의 핵심》. 동문선. 1998년. ISBN 9788980380374
- 브와디스와프 타타르키비츠 저. 손효주 역. 《미학의 기본 개념사》. 미술문화. 1999년. ISBN 9788986353266
- 존 버거 저. 박범수 역. 《본다는 것의 의미》. 동문선. 2000년. ISBN 9788980381241
- 강성원. 《미학이란 무엇인가》. 사계절. 2000년. ISBN 9788971967140
- 앤 셰퍼드 저. 유호전 역. 《미학개론》. 동문선. 2001년. ISBN 9788980381494
- 김문환. 《미학의 중심》. 서울대학교출판부. 2001년. ISBN 9788952103109
- 이진경. 《노마디즘1》. 휴머니스트. 2002년. ISBN 9788989899402 
 이진경. 《노마디즘2》. 휴머니스트. 2002년. ISBN 9788989899419
- 모리스 메를로 퐁티 저. 류의근 역. 《지각의 현상학》. 문학과지성사. 2002년. ISBN 9788932013770
- 오병남. 《미학강의》. 서울대학교출판부. 2003년. ISBN 9788952104304
- 마르크 지므네즈 저. 김웅권 역. 《미학이란 무엇인가》. 동문선. 2003년. ISBN 9788980384341
- 에른스트 곰브리치 저. 백승길·이종숭 역. 《서양미술사》. 예경. 2003년. ISBN 9788970840659
- 수전 벅모스 저. 김정아 역. 《발터 벤야민과 아케이드 프로젝트》. 문학동네. 2004년. ISBN 9788982817991
- 스티븐 컨 저. 박성관 역. 《시간과 공간의 문화사》. 휴머니스트. 2004년. ISBN 9788958620174
- 이진경. 《철학과 굴뚝청소부》. 그린비. 2005년. ISBN 9788976829429
- 진중권. 《놀이와 예술 그리고 상상력》. 휴머니스트. 2005년. ISBN 9788958620334
- 정유화. 《한국 현대시의 구조미학》. 2005년. 한국문화사. ISBN 9788957263396
- 황수영. 《물질과 기억, 시간의 지층을 탐험하는 이미지와 기억의 미학》. 그린비. 2006년. ISBN 9788976829689
- 미학대계간행회. 《미학의 문제와 방법 미학대계》. 서울대학교출판부. 2007년. ISBN 9788952107923
- 리빙하이 저. 신정근 역. 《동아시아 미학》. 동아시아. 2010년. ISBN 9788962620221
- 김문환. 《미학자가 그려보는 인문도시》. 지식산업사. 2011년. ISBN 9788942350278
- 박성봉. 《대중연기의 미학》. 동연. 2012년. ISBN 9788964471876
- 하르트만 저. 김성윤 역. 《미학이란 무엇인가》. 동서문화사. 2012년. ISBN 9788949707563
- 고미숙. 《동의보감, 몸과 우주 그리고 삶의 비전을 찾아서》. 북드라망. 2012년. ISBN 9788997969142
- 한스 게오르그 가다머 저. 이길우·이선관·임호일 역. 《진리와 방법 1》. 문학동네. 2012년. ISBN 9788954619493 
 한스 게오르그 가다머 저. 임홍배 역. 《진리와 방법 2》. 문학동네. 2012년. ISBN 9788954619509
- 진중권. 《현대미학 강의》. 아트북스. 2013년. ISBN 9788961961431
- 진중권. 《앙겔루스 노부스》. 아트북스. 2013년. ISBN 9788961961448
- 고미숙. 《고미숙의 몸과 인문학》. 북드라망. 2013년. ISBN 9788997969197
- 진중권. 《이미지 인문학》. 천년의상상. 2014년. ISBN 9788996870692
- 진중권. 《미학 오디세이》. 휴머니스트. 2014년. ISBN 9788958626770
- 진중권. 《진중권의 생각의 지도》. 천년의상상. 2015년. ISBN 9791185811109
- 진동선. 《사진기호학》. 푸른세상. 2015년. ISBN 9788992953283
- 허버트 제틀 저. 박덕춘 역. 《영상 제작의 미학적 원리와 방법》(원제 Sight, Sound, Motion). 커뮤니케이션북스. 2016년. ISBN 9791130440996
- 진중권. 《진중권의 서양미술사(고전예술 편)》. 휴머니스트. 2008년. ISBN 9788958622376 
 진중권. 《진중권의 서양미술사(모더니즘 편)》. 휴머니스트. 2011년. ISBN 9788958622383 
 진중권. 《진중권의 서양미술사(후기 모더니즘과 포스트모더니즘 편)》. 휴머니스트. 2013년. ISBN 9788958622390 
 진중권. 《진중권의 서양미술사(인상주의 편)》. 휴머니스트. 2018년. ISBN 9791160801286
- 김영옥. 《이미지 페미니즘》. 미디어일다. 2018년. ISBN 9791189063016
- 데이비드 하비. 《모더니티의 수도, 파리》. 글항아리. 2019년. ISBN 9788967356040

## 같이 보기
- 미장센
- 미학자 목록